# غيليس غيران
غيليس غيران (بالفرنسية: Gilles Guérin)‏ هو نحات فرنسي، ولد في 1611 في باريس في فرنسا، وتوفي بنفس المكان في 26 فبراير 1678.